# Westby, Wisconsin
Westby là một thành phố thuộc quận Vernon, tiểu bang Wisconsin, Hoa Kỳ. Năm 2000, dân số của thành phố này là 2045 người.